# 胡椒碱
胡椒鹼是一種生物鹼，化学式 C17H19NO3，與胡椒脂鹼（chavicine，為胡椒鹼之顺反異構體）同是黑胡椒辣味的來源主成分。它被使用在某些形式的傳統醫學及殺蟲劑中。
辣椒素和胡椒鹼所造成的辣味，是藉由打開痛覺神經上的TRPV離子通道──用來感受熱與酸味的TRPV-1通道而產生的。
此外，胡椒鹼被發現能夠抑制人體中的細胞色素P4503A4（簡稱CYP3A4）及P-醣蛋白，兩種在新陳代謝及異生質物、代謝物之運輸上有重要地位的酶。在動物實驗中，科學家發現胡椒鹼亦會抑制其他在藥物代謝過程中有重要作用的酶。藉由抑制藥物代謝過程，胡椒鹼可能能夠提升許多化合物的生體利用率。舉例來說，胡椒鹼能夠有效地將薑黃素在人體中的生體利用率提高2000%。由於上述對藥物代謝的抑制作用，正在服藥中的病人應該小心謹慎地服用胡椒鹼，避免產生副作用。
胡椒鹼是在1819年，由丹麥科學家漢斯·奧斯特首次發現。

## 外部連結
- （英文）PDRhealth.com （页面存档备份，存于） - 胡椒鹼介紹
- （英文）胡椒鹼性質